# Coësmes
Coësmes är en kommun i departementet Ille-et-Vilaine i regionen Bretagne i nordvästra Frankrike. Kommunen ligger i kantonen Retiers som tillhör arrondissementet Fougères-Vitré. År 2022 hade Coësmes 1 435 invånare.

## Befolkningsutveckling
Antalet invånare i kommunen Coësmes
Referens:INSEE